# آرن (کمون)
آرن (به فرانسوی: Arrènes) یک کمون در فرانسه است که در کروز واقع شده‌است. آرن ۲۲٫۵۶ کیلومتر مربع مساحت دارد.